# Investigación discreta
La investigación discreta (o medidas discretas) es un método de recolección de datos utilizado primeramente en ciencias sociales. El término "medidas discretas" fue acuñado por primera vez por Webb, Campbell, Schwartz, & Sechrest en un libro de 1966 titulado Medidas discretas: investigación no reactiva en las ciencias sociales. Los autores describen metodologías las cuales no involucran la estimulación directa de los datos de los sujetos de la investigación.
Las medidas discretas están contrastadas con las entrevistas y cuestionarios, con ello tratan de hallar maneras indirectas de obtener los datos necesarios. El enfoque discreto a menudo busca fuentes de datos inusuales, tales como basura, grafiti y obituarios, así como también algunas más convencionales tales como las estadísticas publicadas. 
Las medidas discretas no deberían ser percibidas como una alternativa a métodos más reactivos tales como las entrevistas, encuestas y experimentos, sino más bien como una herramienta adicional del arca de herramientas del investigador social. Las medidas discretas pueden asistir en la lucha contra los sesgos conocidos tales como el sesgo de selección y el sesgo del experimentador. Webb y sus colegas enfatizan la importancia de triangular los resultados obtenidos a través de varias metodologías, cada una con su grupo único de (generalmente desconocido) sesgos.
La proliferación de los medios digitales abrió una nueva era para los investigadores de la comunicación en la búsqueda de fuentes de datos que se obtienen de manera discreta. La comunicación en línea crea huellas digitales que solo pueden permitir el análisis de datos obtenidos a través de métodos discretos y que son también masivamente más largos que cualquiera lingüística de corpus la cual es obtenida vía extracción y transcripción humana. Estas huellas pueden ser utilizadas para analizar temas tales como el contenido de los eventos de comunicación, el proceso de la comunicación y la estructura de la red comunicativa. La oleada de investigación de datos que derivan del Internet reavivó la discusión de los aspectos de la ética de utilizar datos que se obtienen discretamente. Por ejemplo, ¿todos los datos recolectados en el dominio público pueden ser utilizados para propósitos de investigación? ¿Cuándo debemos solicitar el consentimiento, y es razonable pedir por un consentimiento informado de las fuentes de los datos recogidos discretamente? Estás preguntas no tienen una respuesta simple y la solución es el resultado de un cuidadoso y continuo diálogo entre los investigadores y entre los investigadores y la sociedad. 